# Superintendent's House (Californie)
Ne doit pas être confondu avec Superintendent's Residence.
La Superintendent's House est une maison du comté de Mariposa, en Californie, dans le sud-ouest des États-Unis. Protégée au sein du parc national de Yosemite, elle a été construite par l'administration militaire de l'aire protégée en 1912 mais elle présente aujourd'hui une architecture relevant du style rustique du National Park Service du fait d'un profond réaménagement en 1929.
C'est une propriété contributrice au district historique de Yosemite Village depuis la création de ce district historique le 30 mars 1978. Elle contribue également au district dit « Yosemite Valley » depuis la création de ce dernier le 14 décembre 2006.